# Padrón de Don Juan I
El padrón o crucero de Don Juan I, en portugués: padrão de D. João I, también conocido como padrón de Aljubarrota y padrón de San Lázaro, se encuentra al pie de la calle Don João I, frente a la Capilla de San Lázaro, en la parroquia de Creixomil, en el municipio de Guimarães, en Portugal.
El monumento original habría sido erigido para conmemorar la batalla de Aljubarrota, tras la entrada del rey Juan I en Guimarães, en 1386, y en ese año o el siguiente se inició la construcción del monumento. Al no ser este el padrón original del siglo XIV, ni tener constancia conocida de su reemplazo, el padrón actual constituye una obra que puede fecharse, en términos formales, hacia la primera mitad del siglo XVI, posiblemente realizada siguiendo los fueros del rey Manuel I, en 1517.
Está clasificado como Monumento Nacional desde 1910.

## Características
El crucero está protegido por un pórtico cuadrangular con entablamento de estilo dórico, sostenido por cuatro pilares cuadrados, lisos.
Unos sencillos escalones conducen al centro, donde se levanta un crucero, la cruz de san Lázaro, realizado en piedra de Ançã en estilo estilo gótico flamígero, en el que se encuentra la imagen de Cristo crucificado. En el reverso, un poco más abajo, la representación del sufrimiento de la Virgen de la Misericordia con Cristo muerto en su regazo.

## Historia
Existen varias versiones del origen de este monumento, erigido por Juan I de Portugal en cumplimiento de una promesa hecha a Santa María de Guimarães, se desconoce si se debió a la victoria de las armas portuguesas en la batalla de Aljubarrota (1385) o, posteriormente, por la conquista de Ceuta (1415).
A. L. de Carvalho, en su Roteiro de Guimarães (1923), afirma:

No extremo da Rua D. João I em frente à capela de S. Lázaro, levanta-se um padrão comemorativo da devota romagem que El-Rei D. João I fez subindo a antiga Rua dos Gatos, 'a pé e descalço' no meio do seu séquito, com é notório 'por uma não interrompida tradição', para agradecer a Santa Maria de Guimarães a vitória de Aljubarrota. Este Padrão, que mais avulta pelo facto histórico que encerra, pois segundo as crónicas, El-Rei D. João I entregou nesta altura a Santa Maria de Guimarães os despojos da Batalha de Aljubarrota como o Tríptico de prata doirada e esmaltada, que pertenceu ao Rei de Castela e se destinava às suas orações em campanha; doze corpos de apóstolos, de prata, doze corpos de anjos em prata, um pluvial de brocado a oiro, com imagens dos Reis de Castela e as suas armas; e seu Pelote e lança, e ainda um cordão em oiro com o cumprimento de uma milha, que é a distância que separa o Padrão de S. Lázaro ao Padrão do Salado.
Al final de la calle D. João I, frente a la capilla de San Lázaro, se encuentra un patrón conmemorativo de la devota romería que realizó el rey Juan I subiendo por la antigua calle de los dos Gatos, ‹a pie y descalzos› entre su séquito, como es conocido ‹por una tradición ininterrumpida›, para agradecer a Santa María de Guimaranes la victoria de Aljubarrota, lo cual es más importante por el hecho histórico que contiene, ya que según las crónicas, el rey Juan I entregó en esta época a Santa María de Guimaranes los despojos de la batalla de Aljubarrota como el tríptico de plata dorada y esmaltada, que perteneció al rey de Castilla y estaba destinado a sus oraciones en campaña de; doce cuerpos de apóstoles, de plata, doce cuerpos de ángeles de plata, pluvial de brocado de oro, con imágenes de los reyes de Castilla y sus armas y su orbe y lanza, y también un cordón de oro con una longitud de una milla, que es la distancia que separa el padrón de San Lázaro del padrón del Salado.

Respecto a la autoría, Alfredo Guimarães en su Guía de Turismo afirma:

Na primeira quinzena de Junho de 1386, vindo de Lamego, D. João I volta a Guimarães, sendo possível que nessa data tivesse entabulado negociações com o Mestre de pedraria João Garcia, natural de Toledo e antigo vedor das obras de El-Rei D. Fernando, para a construção do novo templo gótico, da colegiada de Guimarães, pois foi nesse ano que o célebre padrão de Aljubarrota começou a edificar-se.
En la primera quincena de junio de 1386, procedente de Lamego, D. Juan I regresa a Guimaranes, y es posible que en esa fecha entablara negociaciones con el maestro cantero Juan García, natural de Toledo y antiguo intendente de las obras del rey Fernando, para la construcción del nuevo templo gótico, de la colegiada de Guimaranes, pues fue en ese año cuando se empezó a construir el famoso padrón de Aljubarrota.

En 1843, el padrón de Juan I se encontraba en estado de ruina, habiendo sido reparado por el Ayuntamiento. Poco después, en 1863, por la necesidad de alinear la calle que conducía al camino de Famalicão, el padrón fue trasladado un poco más atrás, instalándose en su ubicación actual el 29 de agosto de 1864.
Tuvo intervenciones en 1935 y 1979. En 1996, tras un acto vandálico que dañó la estructura, fue restaurada nuevamente.  El 30 de julio de 2024, la cruz en el centro del patrón fue vandalizada y destruida.